# بانک مرکزی عراق
بانک مرکزی عراق (عربی: البنك المركزي العراقي) بانک مرکزی کشور عراق است، که در سال ۱۹۴۷ تأسیس شد.